# بویانوویتسه (ناحیه پراگ-غرب)
بویانوویتسه (به چکی: Bojanovice) یک منطقهٔ مسکونی در جمهوری چک است که در ناحیه پراگ-غرب واقع شده‌است. بویانوویتسه ۱۰٫۹۷ کیلومتر مربع مساحت و ۴۲۳ نفر جمعیت دارد و ۳۵۵ متر بالاتر از سطح دریا واقع شده‌است.